# Дивні одинаки
«Дивні одинаки» (англ. Weird Loners) — американський комедійний телесеріал, створений [Майклом Дж. Вейторном для каналу Fox. Виконавчими продюсерами є Вейторн, співавтор серіалу «Король Квінсу», і Джейк Кезден Прем'єра серіалу відбулась 31 березня 2015 року..

## У ролях
- екі Ньютон — Карін Голдфарб, чутлива стоматолог-гігієніст[3].
- Нейт Торренс — Ерік Левандовський, колекціонер дзвонів, який стає самостійним[4].
- Закарі Найтон — Стош Левандовський, кузен Еріка[4].
- Міра Рохіт Кумбані — Зара Сандху, вільна духом мисткиня[5].

## Список епізодів
| № | Назва                         | Режисер        | Сценарист      | Дата показу у США | Код продукції  | Глядачі США (у міліонах) |
| - | ----------------------------- | -------------- | -------------- | ----------------- | -------------- | ------------------------ |
| 1 | «Пілот» «Pilot»               | Невідомо       | Невідомо       | 31 березня 2015   | Буде оголошено | Н/Д                      |
| 2 | «Дивний лицар» «Weird Knight» | Буде визначено | Буде визначено | 2015              | Буде оголошено | Буде визначено           |